# 盛洋投資
盛洋投資（控股）有限公司，簡稱「盛洋投資（控股）」，以及「盛洋投資」，前稱盛洋地產投資有限公司（英語：Gemini Investments (Holdings) Limited，港交所：0174），則是從奇盛 (集團)換取上市的，現在主要經營從事物業及證券投資，還擴大中國房地產需求。
2010年，遠洋地產收購奇盛(集團)，並易名為盛洋投資。
2014年10月，遠洋地產以39億元認購盛洋投資發行的3億股可換股優先股。盛洋投資集資所得會用作收購投資於中國房地產項目的共同管理基金、管理美國房地產投資基金的基金管理集團及香港房地產項目的房地產投資基金等。

## 股東
- 遠洋地產

## 外部連結
- 盛洋投資官方網頁 （页面存档备份，存于）